# Matthias Steiner
Matthias Steiner (Viena, 25 de agosto de 1982) é um ex-halterofilista da Alemanha. Nascido na Áustria, Steiner defendeu as cores austríacas até 2008, quando passou a competir pela Alemanha.
Steiner foi campeão olímpico em 2008 (defendendo a bandeira alemã), na categoria +105 kg.

## Carreira

### Início
Nascido na Áustria, Matthias cresceu com o sonho de ganhar a vida como futebolista. Mas aos poucos percebeu que não levava muito jeito para a coisa.
Aos 12 anos, decidiu que iria praticar halterofilismo, que era o mesmo esporte que seu pai praticava.
Com o tempo, Matthias passou a ganhar algumas medalhas e não demorou a se transformar em um dos melhores de seu país.

### Primeiros campeonatos
Defendendo a bandeira austríaca, Steiner apareceu no campeonato mundial para juniores de 2002. Na categoria até 105 kg, levantou 380 kg no total combinado (172,5 no arranque e 207,5 no arremesso) e ficou com o bronze.
Ainda defendendo a bandeira austríaca, participou dos Jogos Olímpicos de Atenas 2004 e ficou em sétimo lugar na categoria até 105 kg, com 405 kg.
A partir de 2008 ele passou a competir pela Alemanha.

### Bandeira alemã

#### Campeonato Europeu de 2008
No campeonato europeu de 2008, na categoria acima de 105 kg, Steiner fica em segundo lugar, com 446 kg no total (200+246), atrás do letão Viktors Ščerbatihs, 447 kg (195+252).

#### Ouro Olímpico em 2008
Nos Jogos Olímpicos de Pequim-2008, conseguiu um arranque de 203 kg, na categoria acima de 105 kg, e estava na quarta posição nesta prova, 7 kg atrás do russo Ievgueni Tchiguichev (210). Tchiguichev conseguiu 250 kg no arremesso e finalizou com um total de 460 kg. Steiner tentou e conseguiu 258 kg no arremesso, dez a mais de sua melhor marca até então, e 8 kg acima de Tchiguichev, tornando-se campeão olímpico. Ao soltar todo aquele peso, caiu e chorou. Um ano antes, Matthias havia feito uma promessa à mulher, Susann Steiner, falecida num acidente de carro, e precisava cumpri-la. O vídeo do momento foi retransmitido para todos os cantos do mundo à época por conta da reação emocionada do atleta.

#### Atleta do Ano
Por conta do ouro olímpico, foi eleito o atleta do ano em seu país, nunca antes um levantador de peso tinha sido eleito o melhor (d)esportista do ano na Alemanha.

#### Campeonato Europeu de 2010
Ficou em terceiro no campeonato europeu de 2010 (426 kg — 190+236).

#### Campeonato Mundial de 2010

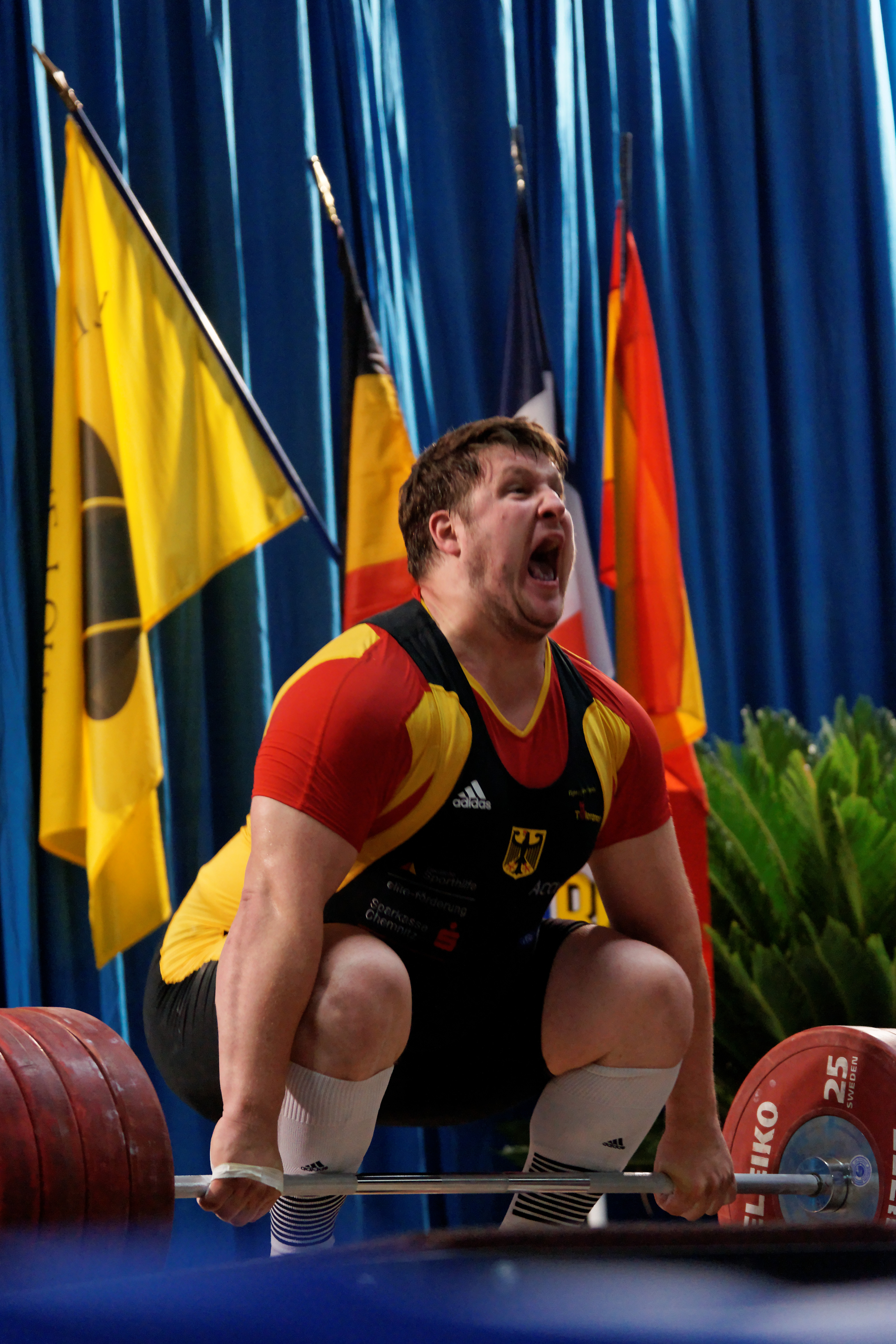
Matthias Steiner 2010

No campeonato mundial de 2010 conseguiu levantar 194 kg no arranque e estava em quinto lugar. Mas ele levantou 246 kg no arremesso, 440 kg no total, igualando-se ao ucraniano Artem Udatchin, que também conseguiu o mesmo, mas que era mais pesado do que Steiner, que ficou com o segundo posto, ambos atrás do iraniano Behdad Salimi (453 kg).

#### Jogos Olímpicos de 2012
Nos Jogos Olímpicos de Verão de 2012 sofreu uma lesão no pescoço ao tentar levantar 196 kg no arranco. Apesar de não ter sido sério, Matthias Steiner teve que abandonar a competição. Em março de 2013, anunciou a aposentadoria do levantamento de peso.

### Aposentadoria
Em março de 2013, Steiner anunciou sua aposentadoria do esporte.

## Carreira pós-aposentadoria
| “ | Eu me aposentei porque alcancei tudo o que queria no levantamento de peso. Fui a três Olimpíadas, era o homem mais forte do mundo e campeão europeu e mundial. Então, tudo estava muito bem. Eu disse para mim mesmo que iria perder 40kg e voltar à minha velha forma. Porque eu não precisava mais ter aquele corpo, era apenas para o esporte. Na vida privada, não era saudável a um longo prazo. | ” |

Após se aposentar do esporte, Steiner retomou a forma física da juventude e emagreceu 45kg. Fora das competições, passou a frequentar programas de TV e fez sucesso com seu desempenho no Dança com Famosos.

### Carreira como músico
Em abril de 2017, lançou um CD com músicas autorais e deu início à nova carreira de cantor.

## Vida pessoal
Em outubro de 2008, conheceu a apresentadora de TV alemã Inge Posmyk, com quem se casou em Janeiro de 2010. O casal tem dois filhos: Max Steiner e Felix Steiner.

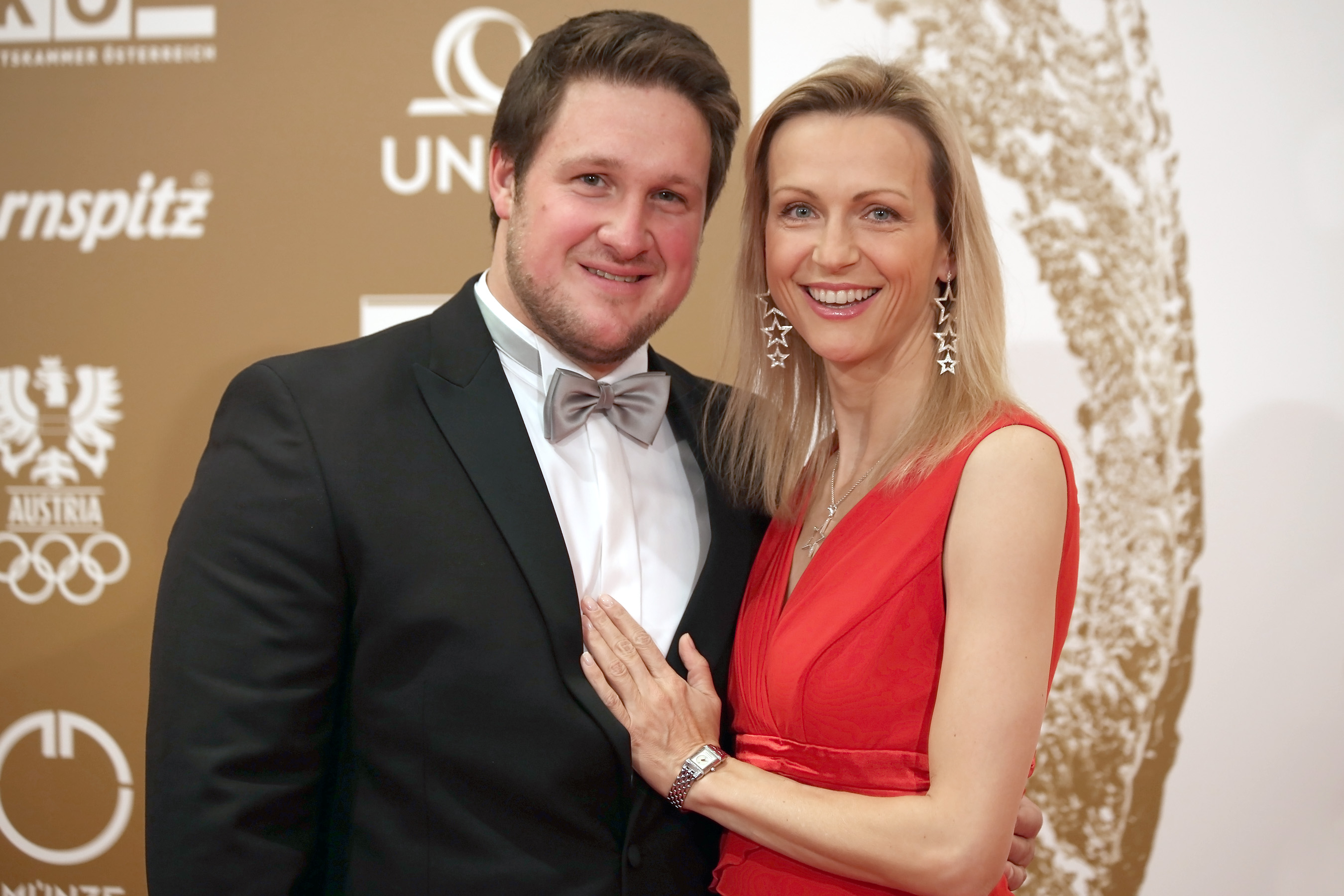
Inge e Matthias Steiner em 2013

## Prêmios e indicações
- Goldenes Ehrenzeichen für Verdienste um die Republik Österreich (Austria)[13][14]
- Silbernes Lorbeerblatt (Alemanha)[15]
- Levantador de peso alemão do ano de 2008[16]
- Prêmio Bambi, categoria Esportes, de 2008[17]
- Personalidade esportiva alemã do ano de 2008[18] – Steiner foi o primeiro halterofilista agraciado com esse prêmio.[19]
- 2008 IWF World Weightlifting Lifter of the Year[20]